# کال چوقوکی
کال چوقوکی، روستایی از توابع بخش رضویه واقع در ۲۵ کیلومتری جاده مشهد به فریمان میباشد حدود ۸۰۰ متر از جاده اصلی فاصله دارد شهرستان مشهد در استان خراسان رضوی ایران است. شورای اسلامی اقای کارگرنیا

## جمعیت
این روستا در دهستان میامی قرار دارد و براساس سرشماری مرکز آمار ایران در سال ۱۳۸۵، جمعیت آن ۷۴۶ نفر (۱۷۵خانوار) بوده‌است.